# Ле-Блан (округ)
Ле-Блан (фр. Le Blanc) — округ (фр. Arrondissement) во Франции, один из округов в регионе Центр (регион Франции). Департамент округа — Эндр. Супрефектура — Ле-Блан.
Население округа на 2006 год составляло 32 974 человек. Плотность населения составляет 19 чел./км². Площадь округа составляет всего 1761 км².